# Sidonius Apollinaris
Sidonius Apollinaris, plným jménem Gaius Sollius Modestus Apollinaris Sidonius (asi 430 Lugdunum – 489), byl galorománský básník a kněz narozený na území dnešní Francie (tehdy římská provincie Galie). Své texty psal latinsky. Dochovalo se 24 jeho básní a 147 významných dopisů.
Narodil se v galském městě Lugdunum (dnešní Lyon). Začínal ve státních (římských) službách, jakožto comes (vyšší úředník provincie), přičemž v římských službách byl už jeho otec a děd. Jeho žena Papianilla, kterou si vzal roku 452, byla dcerou Avita, který se později stal římským císařem. Jeho příznivcem byl však nejen Avitus, ale i císař Anthemius, který ho odměnil za panegyrik (oslavnou řeč) tím, že ho uvedl do patricijského stavu a přisoudil mu i post římského senátora. Podle svědectví Řehoře z Tours byl Sidonius brilantním řečníkem a dokázal pronášet i nepřipravené uchvacující projevy.
Roku 471 byl zvolen křesťanským biskupem v Arvernu (dnes Clermont-Ferrand v jižní Francii). V roce 475 organizoval obranu města před Vizigóty, ti ale město stejně dobyli a Sidonia uvěznili. Podle některých zdrojů žil nějaký čas ve vyhnanství, podle jiných ho vizigótský král Eurich propustil a Sidonius setrval v Clermontu. V závěru života vedl kampaň proti ariánům.
V katolické církvi je uctíván jako světec, jeho svátek slaví 21. srpna. Jeho syn Apollinaris se stal rovněž biskupem v Arvernu.